# 강변호텔
《강변호텔》은 2019년에 개봉한 대한민국의 영화이다. 홍상수 감독의 다섯 번째 흑백영화이며,  김민희와 여섯 번째 함께 한 작품이다. 2018년 제71회 로카르노 국제 영화제 경쟁부문에 초청되어 처음 상영되었다. 기주봉은 이 영화로 로카르노에서 남우주연상을 수상했다.

## 줄거리
북한강변의 한 호텔(모텔). 시인 영환(기주봉)은 호텔 사장의 호의로 2주일째 이곳에 머물고 있다. 어느날 오랫동안 만나보지 못한 두 아들(권해효, 유준상)을 부른다. 갑자기 자신이 곧 죽을 것 같다는 생각이 든다면 이야기를 나눈다. 한편, 상희(김민희)도 그 호텔에 묵고 있다. 남자에게 배신을 당한 뒤라 울적한 마음에 선배언니 연주(송선미)를 불러 이런저런 이야기를 나눈다. 그날 밤 기주봉은 아들과, 김민희는 송선미와 술집에서 술을 마시며 이야기를 나눈다. - 강변호텔 리뷰

## 캐스팅
- 기주봉 : 영환 역
- 김민희 :  아름 역
- 송선미 : 연주 역
- 권해효 : 경수 역
- 유준상 : 병수 역
- 신석호 : 피터 역
- 박란 : 신유정 역

## 영화 정보
- 2009년 옴니버스 영화 《어떤 방문》에 포함된 세 편의 에피소드 중 한 편인 단편 《첩첩산중》을 제외하고는 홍상수 감독의 23번째 장편영화이다.[1]
- 《강변호텔》은 홍상수 감독이 《지금은맞고그때는틀리다》(15), 《밤의 해변에서 혼자》(17),《그 후》(17), 《클레어의 카메라》(17),《풀잎들》(18)에 이어 김민희와 여섯 번째 함께한 작품이다.[1]
- 《강변호텔》은 《오!수정》,《북촌방향》,《그후》《풀잎들》에 이은 홍상수 감독의 다섯 번째 흑백영화이다.[1]
- 《강변호텔》은 2019년 3월 27일 수요일 개봉되었다. 32개 스크린에서 62회 상영되며 518명의 관객이 들어다. 첫번째 주말인 3월 31일(일요일)까지 3393명의 관객이, 2주차 주말인 4월 6일까지는 5,193명이 들었다.[3]
- 영화가 시작되면 홍상수 감독의 내레이션과 함께 오프닝씬이 펼쳐진다. 나오는 내레이션은 "이 영화는 영화제작전원사에서 만들었습니다. 2018년 1월 29일부터 2월 14일까지 만들었습니다. 각본감독은 홍상수이고, 나오는 배우는 기주봉, 김민희, 송선미, 권해효, 유준상 등입니다. 영화제목은 강변호텔입니다."이다.
- 《강변호텔》은 많은 상과 영화제에서 후보로 오르거나 수상하였다. 공인 영화제인 토론토 국제 영화제, 로카르노 국제 영화제, 빈 국제 영화제, 스톡홀름 국제 영화제. 케랄라 국제 영화제 등에 초청되었다.[4] 또한 비공인 영화제인 뉴욕 영화제, 홍콩 국제 영화제 등에 역시 초청되었다.
- 영화에 등장하는 호텔은 남양주시에 위치한 호텔 하이마트이다.

## 평가
- 《강변호텔》은 비평가로부터는 대체적으로 좋은 평가를 받았다. 로튼 토마토에서는 273건의 비평가의 리뷰 지지율은 96%이다. 《뉴욕 타임즈》의  벤 케닉스버그는 "홍 감독의 예측 불가능한 가슴 아픈 작품 중 하나로, 작품 내 사용된 자기 성찰적 표현은 기계적인 표현보다는 탐색하는 느낌이다."며 긍정적으로 평가하였다.

## 수상
| 연도 | 시상식                      | 수상 부문           | 수상자(작) |
| ---- | --------------------------- | ------------------- | ---------- |
| 2018 | 71회 로카르노 국제 영화제   | 청년비평가상 3등    | 홍상수     |
| 2018 | 71회 로카르노 국제 영화제   | 국제경쟁-남우주연상 | 기주봉     |
| 2018 | 제56회 히혼국제영화제       | 최우수작품상-장편   | 강변호텔   |
| 2018 | 제56회 히혼국제영화제       | 각본상-장편         | 홍상수     |
| 2018 | 제56회 히혼국제영화제       | 남자배우상          | 기주봉     |
| 2019 | 제28회 부일영화상           | 남우주연상          | 기주봉     |
| 2019 | 제39회 한국영화평론가협회상 | 영평 10선           | 강변호텔   |
| 2019 | 제20회 부산영화평론가협회상 | 대상                | 강변호텔   |
| 2019 | 제20회 부산영화평론가협회상 | 남자연기자상        | 기주봉     |

## 같이 보기
- 2019년 대한민국의 영화 목록